# Albrecht von Graefe (Politiker)

Albrecht von Graefe-Goldebee

Karl Albrecht von Graefe, unter zeittypischer Hinzufügung des Besitznamens auch von Graefe-Goldebee, (* 1. Januar 1868 in Berlin; † 18. April 1933 in Goldebee) war ein deutscher völkischer Politiker. Bis Mitte der 1920er Jahre galt er zusammen mit Erich Ludendorff, Gregor Strasser und Adolf Hitler als einer der Führer der extremen Rechten in Deutschland. Mit diesen stellte er sich an die Spitze des Hitlerputsches. Er leitete die mit der NSDAP zeitweise verbündete antisemitische DVFP und war Fraktionsführer der gemeinsamen Fraktion NSFP im Reichstag. Nach dem Zerbrechen der gemeinsamen Reichstagsfraktion 1927 und der Niederlage bei den Wahlen 1928 zog sich Graefe aus der Politik zurück.

## Leben und politisches Wirken

### 1868–1918: Jugend, Militär und erste politische Erfahrungen
Albrecht von Graefe wurde als Sohn des Augenarztes Albrecht von Graefe und dessen Frau Anna, geb. Gräfin Knuth-Conradsborg, geboren. Seine Eltern starben beide in seinen ersten Lebensjahren. Seine Tante Ottilie übernahm anschließend die Erziehung Albrechts und seiner Geschwister. 1887 legte er am Joachimsthaler Gymnasium das Abitur ab, studierte anschließend zwei Semester Rechtswissenschaften in Berlin und schloss sich dann im September 1887 einem Husaren-Regiment in Kassel an. Bis zu einer Diphtherie-Erkrankung verbrachte er einige Jahre beim Militär in Potsdam, Kassel und Wilhelmshöhe, um anschließend um Jahresurlaub zu ersuchen. Diesen verbrachte er auf einer Weltreise, die ihn in verschiedene Länder Europas, nach Asiens und Nordamerika führte.
Nach seiner Rückkehr trat er dem Leibgarde-Husaren-Regiment in Potsdam bei, dem er auch nach der Dienstquittierung von 1900 bis 1912 als Reservist angehörte. 1894 übernahm er für zwei Jahre das Kommando der Reitschule zu Hannover.
Im Jahr 1896 wurde er als Diplomat nach Istanbul beordert. Hier lernte er auch seine spätere Frau Sophie von Blomberg kennen. Nachdem das Paar 1897 in Berlin geheiratet hatte, zog es nach Potsdam. 1899 quittierte Graefe den Militärdienst, nahm sein Jurastudium wieder auf, kaufte das Gut Goldebee in Mecklenburg und ließ sich dort nieder. Als Rittergutsbesitzer in Mecklenburg-Schwerin war er von nun an bis 1918 Mitglied des mecklenburgischen Landtags.
Neben seiner Tätigkeit im Ständetag Mecklenburg-Schwerins engagierte sich Graefe in der Deutschkonservativen Partei (DkP), für die er von der Reichstagswahl 1912 bis 1918 Abgeordneter des Reichstagswahlkreis Großherzogtum Mecklenburg-Schwerin 6 Güstrow-Ribnitz im Reichstag war. Als Abgeordneter der DkP gehörte er zum (rechten) Alldeutschen Flügel und kritisierte die (angebliche) Schwäche der DkP-Fraktion im Reichstag. Er setzte sich in der Julikrise für einen schnellen Eintritt Deutschlands in den Ersten Weltkrieg ein.
Mit dem Beginn des Weltkriegs trat Graefe wieder in das Leibgarde-Husaren-Regiment ein, mit dem er am Krieg teilnahm. Hier bekleidete er zuletzt als Bataillonschef des Kaiser Alexander Garde-Grenadier-Regiment Nr. 1 und des Jäger-Regiments Nr. 9 den Rang eines Majors.
Während des Weltkrieges trat Graefe dem antisemitischen Alldeutschen Verband bei, der unter den radikalnationalistischen Verbänden des Kaiserreichs eine zentrale Rolle einnahm. Graefe gehörte bald zu seinen führenden Mitgliedern und beeindruckte dessen Vorsitzenden Heinrich Claß durch seine rednerischen und politischen Fertigkeiten.
Publizistisch betätigte sich Graefe in der Wismarer Zeitung Mecklenburger Warte und veröffentlichte hier verschiedene Artikel, auch um politische Gegner zu diskreditieren.

### 1918–1920: Erste Republikjahre: Abgeordneter der Nationalversammlung und im Reichstag für die DNVP
Die Tage um die Ausrufung der Republik verbrachte Graefe mit seinem politischen Verbündeten Kuno von Westarp, dem Fraktionsvorsitzenden der Deutschkonservativen Partei, auf seinem Sitz in Goldebee. Zwei Wochen später beteiligten sich beide an der Gründung der Deutschnationalen Volkspartei (DNVP). Die Partei war Sammelbecken der Konservativen und Rechten und vertrat mit antidemokratischen, nationalistischen und antikommunistischen Positionen vieles, was sich in Graefes späterem politischen Engagement wiederfindet.
1919 zog Graefe für die DNVP in die Weimarer Nationalversammlung, in der er sich entsprechend der Dolchstoßlegende äußerte. Ab der Reichstagswahl 1920 saß er im Reichstag.
Graefe wurde, zusammen mit Reinhold Wulle und Wilhelm Henning, einer der führenden Figuren des völkischen Flügels der Partei. Er richtete sich parteiintern gegen den konservativen Flügel und dessen Bestrebungen, die DNVP im Rahmen des neuen republikanischen Systems staatstragend zu etablieren. Er agitierte gegen Matthias Erzberger, gegen die Forderung der Triple Entente, Kriegsverbrecher auszuliefern, und für die Wiederherstellung der Monarchie. Trotz seiner Zugehörigkeit zum (rechten) völkischen Flügel verband ihn weiter eine politische Freundschaft und Kooperation mit dem gemäßigteren Westarp, der immer wieder zwischen Graefe und den konservativen Stimmen in der Partei zu vermitteln suchte.
Zentrales Thema Graefes politischer Agitation war der Antisemitismus. Bereits auf dem ersten Parteitag der DNVP am 6. Juli 1919 versuchte er, die neue Partei auf einen antisemitischen Kurs festzulegen, wobei er von vielen Seiten Unterstützung erfuhr; Widerstand kam allerdings von den Spitzengremien der Partei. Trotz dieses ersten Widerstands erreichten er und andere Völkische, dass die Partei noch im Oktober 1919 einen antisemitischen Beschluss fasste, der 1920 fast wörtlich in das Parteiprogramm überging. So trug Graefe frühzeitig zur Rechtsverschiebung der DNVP bei, die ihren späteren Erfolg der Übernahme der völkischen Weltanschauung verdankt.

### 1920–1922 Konflikt mit dem Alldeutschen Verband und Leitung der DNVP
Im Jahr 1920 beteiligte sich Graefe an einem Konflikt zwischen Wulle und Heinrich Claß, dem Leiter des Alldeutschen Verbands, der Grundlage für Spaltungserscheinungen innerhalb der völkischen Bewegung werden sollte. Dabei warf Graefe Claß und seinen Mitstreitern vor, sie seien Mitglieder einer Freimaurerloge, und meinte, dass der antisemitische Alldeutsche Verband unter „zionistische“ Kontrolle geraten sei. Diese Vorwürfe gaben dem Konflikt zwischen Wulle und Claß eine neue Dimension und führten dazu, dass Graefe nahezu die gesamte Mitgliedschaft des Alldeutschen Verbandes in Mecklenburg bis 1922 hinter sich versammeln konnte. Diese galt es nun zu organisieren.
Als Graefe, Wulle und Ludendorff 1922 nach einem Konflikt mit der DNVP-Parteileitung (s. u.) die Deutschvölkische Freiheitspartei (DVFP) gründeten, kritisierte die Deutsche Zeitung, das Organ des Alldeutschen Verbandes, diesen Schritt als eine Spaltung der nationalistischen Abgeordneten. Ludendorff versuchte mehrmals, zwischen Claß, von Graefe und Wulle zu vermitteln, scheiterte aber an Graefes kompromisslosem, von einem paranoid-verschwörungsideologischen Weltbild geprägten Standpunkt. Der Alldeutsche Verband und die Deutsche Zeitung machten daraufhin die DVFP als Spalterin der völkischen Bewegung aus und kritisierte sie nun kontinuierlich.
Parallel zum Konflikt mit dem Alldeutschen Verband verschärfen sich 1922 die Gegensätze zwischen dem konservativen und dem völkischen Flügel der DNVP zusehends. Diese Entwicklungen führten schließlich zu Graefes Austritt aus der DNVP und zur Gründung der rechts von ihr stehenden DVFP. Auslöser für diese Entwicklungen war ein hetzerischer Artikel des dem völkischen DNVP-Flügel angehörenden Wilhelm Henning gegen Reichsaußenminister Rathenau. Henning hatte ihn auf antisemitische Weise angegriffen und gemeint, dass dieser „vom deutschen Volk zu Rechenschaft gezogen“ werde. Bald darauf wurde Rathenau von Mitgliedern der rechtsextremen Terrorgruppe Organisation Consul ermordet. Dies veranlasste die Parteiführung der DNVP dazu, Henning aus Partei und Fraktion ausschließen zu wollen. Graefe sah dies als Angriff auf den völkischen Flügel der Partei insgesamt und verließ zusammen mit Wulle und Henning die DNVP-Fraktion, ohne dabei aber aus der Partei auszutreten.

### 1922–1923: Gründung der Völkischen Arbeitsgemeinschaft und der DVFP
Stattdessen gründeten Graefe, Henning und Wulle innerhalb der DNVP die Völkische Arbeitsgemeinschaft als parteiinternes Sammelbecken für die völkische Bewegung. Die Parteileitung stufte diese Organisation als unvereinbar mit der DNVP ein, woraufhin Graefe wenig diplomatisch vorschlug, die Arbeitsgemeinschaft als eine außerhalb der Partei bestehende Organisation zu führen. Die Parteileitung wiederum forderte Graefe auf, die Arbeitsgemeinschaft einzustellen. Graefe meinte in dieser Aufforderung die Macht des „Alljudas“ zu erkennen, der „den Spaltbazillus, unerkannt von denjenigen, die von ihm infiziert worden sind, in diese große zukunftsstarke nationale Entwicklung“ hineintragen würden. Nach dieser Eskalation sollte Graefes Freund Kuno von Westarp, der als ehemaliger DNVP-Parteivorsitzender gut mit der Parteileitung verbunden war, zwischen dem völkischen Flügel und der Parteileitung vermitteln. Die Vermittlung scheiterte jedoch, sodass Graefe, Henning und Wulle im Oktober 1922 beim Parteitag in Görlitz ausgeschlossen wurden. Damit war die Spaltung der Völkischen in Deutschland besiegelt.
Die drei aus der DNVP ausgeschlossenen Abgeordneten gründeten schon am 16. Dezember 1922 die Deutschvölkische Freiheitspartei (DVFP). Graefe wurde zum Führer dieser Partei gewählt und blieb es bis zu seiner Ablösung durch Wulle 1928.
Die DVFP lässt sich noch weiter rechts als die DNVP einordnen: Gefordert wird eine „völkische Diktatur“, ein ständisches Berufsparlament, Ausnahmegerichte gegen Sozialisten und eine Kündigung des Versailler Vertrags. Der Antisemitismus zeigte sich im Programm durch Forderungen nach Enteignungen von Juden und dem Rückgängigmachen der jüdischen Emanzipation. Im Gegensatz zur DNVP hatte die DVFP nun einen „Arierparagrafen“. Neben dieser rechtsextremen Programmatik zeichnete sich Graefes Partei durch ihre Nähe zu verbotenen, oft militaristischen Organisationen aus, denen sie ein Dach bot.

### 1923: Verbot der DVFP und Putschversuche mit Graefes Beteiligung
Im Frühjahr 1923 wurde die DVFP wegen des Verdachts auf Vorbereitung eines gewaltsamen Putsches verboten.
Am 1. Oktober 1923 wurde in der Garnisonsstadt Küstrin geputscht, nachdem eine dortige Freikorps-Einheit vor der Auflösung gestanden hatte. Der Küstriner Putsch wurde niedergeschlagen. Im anschließenden Prozess sollte unter anderem geklärt werden, ob Graefe mit Major Bruno Ernst Buchrucker, dem Anführer des Putsches, nach München gereist war, um dort die Putschpläne mit Hitler und Ludendorff abzustimmen. Graefe erschien jedoch nicht zum Prozess. Nach Aussage eines Zeugen vor dem Femeausschuss des preußischen Landtags soll Graefe aber mit Buchrucker verabredet haben, dass die DVFP sich am Putsch beteilige, und anschließend Hitler informiert haben, wodurch die geheime Information so weite Kreise zog, dass der Putsch von Buchrucker um einige Wochen verschoben werden musste. Buchrucker habe zuvor probiert, von Graefe nicht einzubeziehen, da er dessen „Schwatzhaftigkeit“ gefürchtet habe.
Nur einen Monat später beteiligte sich Graefe mit anderen Führungsfiguren der DVFP am Hitler-Ludendorff-Putsch in München, bei dem er in der ersten Reihe marschierte. Laut einem Freikorps-Mitglied gab es in der DVFP die Putschparole „Für Graefe-Hitler-Ludendorff“, was die Bedeutung Graefes für die Rechtsextremen in diesen Jahren unterstreicht. Hitler wurde nach diesem Putsch verhaftet, während Ludendorff und Graefe auf freiem Fuß blieben.

### 1924–1925: Allianz und Bruch mit der NSDAP
Die Abwesenheit Hitlers wurde in der Folge von Graefe und Ludendorff genutzt, um die unter Hitler antiparlamentarische NSDAP in Wahlbündnissen mit einer dominierenden DVFP zu verbinden und Hitler zu entmachten. Hitler zeigte zu diesen Ambitionen, die zwischenzeitlich in eine Fusion der NSDAP und der DVFP unter Leitung Graefes und Ludendorffs mündeten, eine ambivalente Haltung.

Nach ihrer Wiederzulassung im Februar 1924 in Preußen, nahm sie an mehreren Landtagswahlen in einem Bündnis mit Teilen der NSDAP um Alfred Rosenberg und Gregor Strasser teil, das sich Völkisch-sozialer Block nannte. Ludendorff, anerkannter Führer der Rechtsextremen zu dieser Zeit, ernannte Graefe zu seinem Repräsentanten in Norddeutschland. Nachdem Graefe wohl einige Male im Namen Hitlers gesprochen hatte, erklärte Hitler aus der politischen Lähmung der Festungshaft heraus, dass niemand sich mehr auf ihn berufen könne. Hiermit wollte er verhindern, Teil eines völkisch-nationalsozialistischen Triumvirats, mit Graefe und Ludendorff an der Spitze (und Hitler in Haft), zu werden. 

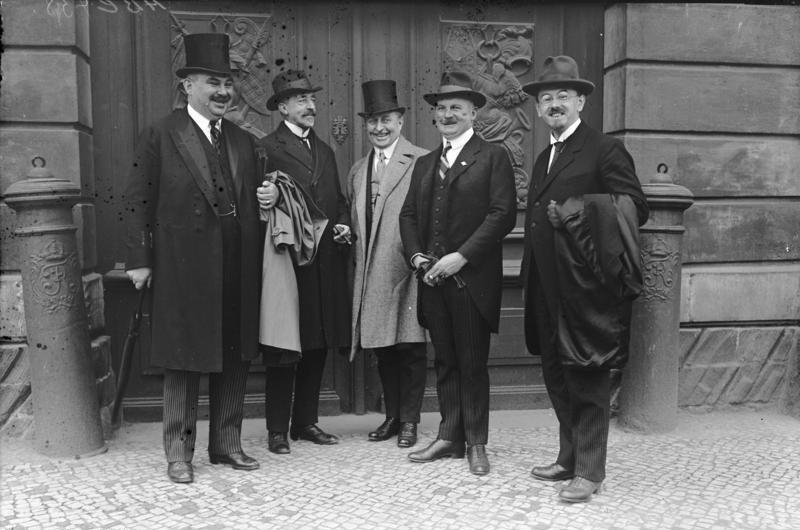
Abgeordnete der NSFP bei der Eröffnungssitzung des Reichstages am 27. Mai 1924, von links nach rechts: Konrad Schliephacke, Albrecht von Graefe, Georg Ahlemann, Ernst Röhm, Heinrich Blume

Der Völkisch-soziale Block war bei den Wahlen, auch wegen der Unpopularität des kurz zuvor verabschiedeten Dawes-Plans, sehr erfolgreich. So erreichte er in Mecklenburg-Schwerin 19,3 Prozent, in Bayern zog er mit der SPD gleich (17,1 Prozent). Bei der Reichstagswahl Mai 1924 erreichte er 6,5 Prozent und damit 32 Mandate. Graefe wurde als „Vertrauensmann“ Ludendorffs Fraktionsführer der neuen gemeinsamen Fraktion von DVFP und NSDAP. Diese nannte sich als Zugeständnis an die Nazis, die weniger als ein Drittel der Fraktionsstärke stellten, Nationalsozialistische Freiheitspartei (NSFP). Die ungleiche Stärke der beiden Parteien in der Fraktion ging unter anderem auf die Benachteiligung der Nationalsozialisten bei der Wahlkreis-Aufteilung zurück.

Hitler schrieb in einem Brief vom Juni 1924, dass er mit Graefe in Verhandlungen über die Verschmelzung der DVFP und der NSDAP gestanden habe, die aber bisher zu keinem positiven Ergebnis gekommen seien.

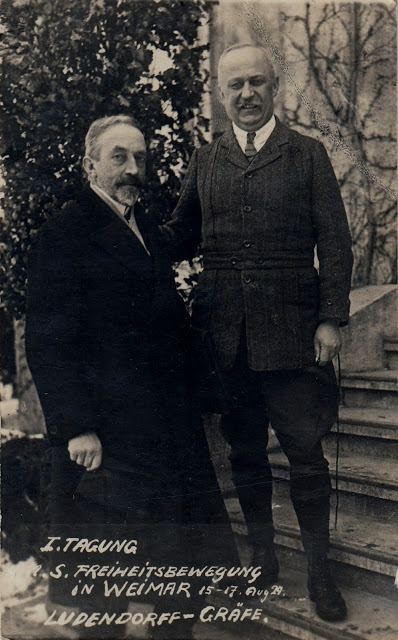
Foto von Albrecht von Graefe und Ludendorff, die zur Konferenz der NSFB an Teilnehmer verkauft wurde

Trotzdem versuchte Ludendorff zusammen mit Graefe, vortäuschend auch für Hitler zu sprechen, die NSDAP und DVFP als Partei und nicht nur als Fraktion zu einen. Ludendorff, Graefe und Strasser riefen im Oktober 1925, nach einer Konferenz in Weimar vom 15. bis zum 17. August, dann auch die Nationalsozialistische Freiheitsbewegung (NSFB bzw. NF) als gemeinsame Partei aus. Die Partei löste sich jedoch nach nationalsozialistischem Widerstand im 14. Februar 1925 bereits wieder auf, indem Ludendorff, Graefe und Strasser die Führung niederlegten.

### 1925–1928: Sammelbecken ohne Erfolge: Die DVFB
Nur einen Tag später unterzeichnete die ehemalige „Reichsführerschaft“ der DVFP, unter ihnen Graefe, einen Aufruf zur Gründung der Deutschvölkischen Freiheitsbewegung (DVFB). Diese konstituierte sich am 25. Februar 1925 in Berlin und gab sich eine Reichsleitung, in der auch Graefe saß. Bis Ende 1925 traten dieser neuen DVFB nach und nach alle größeren völkischen Verbände mit Ausnahme der NSDAP bei, sodass die DVFB Ende 1925 mit rund 27.500 Mitgliedern wieder fast bei der Stärke der DVFP 1922 lag.
Am 11. März 1926 veröffentlichte Graefe einen offenen Brief an Hitler, in dem er diesen wegen der Spaltung der Völkischen Bewegung kritisierte. Anlass war ein Angriff der NSDAP auf Graefe im Hofbräuhaus am 24. Februar und die am selben Tag im Völkischen Beobachter erklärte Feindschaft Hitlers. Graefe machte in dem Brief deutlich, dass er in diesen Vorgängen nur Verirrungen Hitlers erkenne und weiterhin auf ein zukünftiges gemeinsame politisches Vorgehen hoffe.
Die große Mitgliederschaft der DVFB wurde unterdessen an den Urnen nicht in Stimmen umgesetzt. Ernst Graf zu Reventlow sah eine Ursache darin, dass die Arbeiterschaft bisher zu wenig Beachtung bekommen habe. Graefe gab ihm vordergründig Recht, meinte aber, dass die Partei nicht um die Arbeiter direkt, sondern über die anderen Stände und Berufe werben solle. Reventlow wechselte daraufhin zur NSDAP. Kurz darauf publizierte Graefe einen Artikel, in dem er die völkische Bewegung als Mittel zur Wiederherstellung der Monarchie betrachtete. Als weiteres Ziel nannte er die Schaffung einer berufsständischen Ordnung. Wenig später nannte er die NSDAP eine „nationalbolschewistische Strömung, deren Hauptexponenten Joseph Goebbels, Strasser und Reventlow“ seien. Daraufhin zerbrach die Reichstagsfraktion im Februar 1927, mehrere Mitglieder wechselten zur NSDAP. Die DVFB wurde unter Wulle und Graefe anschließend noch zur „Volksbewegung der romfreien Deutschen“ umdefiniert, womit versucht wurde, aus dem protestantischen Norddeutschland einen antikatholischen und anti-ultramontanistischen Wahlkampf zu führen.
Trotz der zuletzt feindlichen Äußerungen Graefes gegenüber der NSDAP stellte er noch 1927 einen Antrag im Reichstag, das Redeverbot, mit dem Hitler belegt worden war, aufzuheben. Der Antrag wurde in einem Ausschuss umformuliert und am 27. März 1927 vom Reichstag angenommen. Die bayrische Regierung gewährte daraufhin Hitler unter einigen Auflagen wieder die volle Redefreiheit.

### 1928–1933: Rückzug und Tod
Bei den Reichstagswahlen im Mai 1928 gewann der DVFB als Völkisch-nationaler Block kein einziges Mandat. Wulle übernahm im September 1928 die Führung der DVFB. Graefe zog sich auf sein Rittergut in Goldebee zurück. Dort starb er am 17. April 1933, wenige Monate nach der Machtergreifung.

## Politische Ideologie
In Graefes Reichstagsreden war sein Hass gegen Juden allgegenwärtig. Er formulierte dabei eine Kapitalismuskritik, die an die Verschwörungstheorie vom Weltjudentum anknüpfte. Die politische Ordnung der Weimarer Republik und ihre kapitalistische Wirtschaftsordnung lehnte Graefe als „fremd“ und „international“ ab.

## Familie
Graefe heiratete im August 1897 Sophie, geb. Freiin von Blomberg (* 6. Oktober 1874, Detmold; † 11. Januar 1938) in Berlin. Das Paar hatte mehrere Kinder, darunter:
- Knut (* 22. März 1899; † 25. Dezember 1955)
- Axel (* 25. Juli 1900; † 1946)
- Hans (* 12. Februar 1903; † 27. April 1954)
- Blida (* 18. Dezember 1905; † 16. Mai 1999)[1]

## Publikationen
- Die Anklage gegen die Revolutions-Regierung. Rede des Abgeordneten Albrecht von Graefe in der Nationalversammlung am 25. Juli 1919. In: „Tägliche Rundschau“, Juli 1919
- Die Abrechnung mit Erzberger. Reden des deutschnationalen Abgeordneten Albrecht von Graefe in der Nationalversammlung in Weimar am 25. Juli 1919 und des deutschnationalen Abgeordneten Georg Schultz in der Nationalversammlung in Weimar am 28. Juli. Deutschnationale Schriftenvertriebsstelle, Berlin 1919
- Die Totengräber des deutschen Reichsheeres. Deutschnationale Schriftenvertriebsstelle, Berlin 1919
- Die Revision von Versailles. Deutschnationale Schriftenvertriebsstelle, Berlin 1920
- Offener Brief an Adolf Hitler. München-Augsburger Abendzeitung, München, 11. März 1926
- Damals in Weimar 1919. Ein Blick hinter die Kulissen. Der Verrat am deutschen Volk. Erinnerungen aus der Nationalversammlung – ein Appell an alle Deutsche. Deutsche Buchdruck- u. Verlags-A.G., Berlin 1929
- In Harmonie von deutschem Stolz und Demut vor Gott. Erwiderung eines deutschen Christen auf Frau Mathilde Ludendorff’s „Erlösung von Jesu Christo“. Rethra-Verlag, Rostock 1931